# Obersaxen Mundaun
Obersaxen Mundaun – miejscowość i gmina w Szwajcarii, w kantonie Gryzonia, w regionie Surselva. Powstała 1 stycznia 2016 z połączenia gmin Obersaxen oraz Mundaun.

## Demografia
W Obersaxen Mundaun mieszka 1138 osób.